# ماي هانسن
ماي هانسن (بالنرويجية البوكمول: May Hansen )‏ (و. 1953  م) هي قابلة، وسياسية نرويجية، ولدت في فريدريكستاد، هي عضوةٌ الحزب الاشتراكي اليساري (النرويج).

## مناصب
تولت منصب عضو برلمان النرويج ‏.